# Береганул
Береганул (рум. Bărăganul) — комуна у повіті Бреїла в Румунії. До складу комуни входить єдине село Береганул.
Комуна розташована на відстані 119 км на схід від Бухареста, 61 км на південний захід від Бреїли, 113 км на північний захід від Констанци, 79 км на південний захід від Галаца.

## Населення
За даними перепису населення 2002 року у комуні проживали 3624 особи.
Національний склад населення комуни:
| Національність | Кількість осіб | Відсоток |
| -------------- | -------------- | -------- |
| румуни         | 3569           | 98,5%    |
| цигани         | 54             | 1,5%     |
| угорці         | 1              | < 0,1%   |

Рідною мовою назвали:
| Мова      | Кількість осіб | Відсоток |
| --------- | -------------- | -------- |
| румунська | 3590           | 99,1%    |
| циганська | 34             | 0,9%     |

Склад населення комуни за віросповіданням:
| Релігія            | Кількість осіб | Відсоток |
| ------------------ | -------------- | -------- |
| православні        | 3583           | 98,9%    |
| адвентисти         | 38             | 1,0%     |
| баптисти           | 2              | 0,1%     |
| не вказали релігію | 1              | < 0,1%   |

## Зовнішні посилання
- Дані про комуну Береганул на сайті Ghidul Primăriilor [Архівовано 15 грудня 2011 у Wayback Machine.]